# Винокуров Михайло Васильович
Михайло Васильович Винокуров (рос. Винокуров Михаил Васильевич) ( 5 (18) листопада 1890, Саранськ — 25 квітня 1955, Москва) — фахівець у галузі конструкцій залізничних екіпажів, динамічної взаємодії рухомого складу і колії, педагог і організатор нових напрямків у транспортній науці, генерал-директор тяги II рангу, доктор технічних наук, професор.

## Біографія

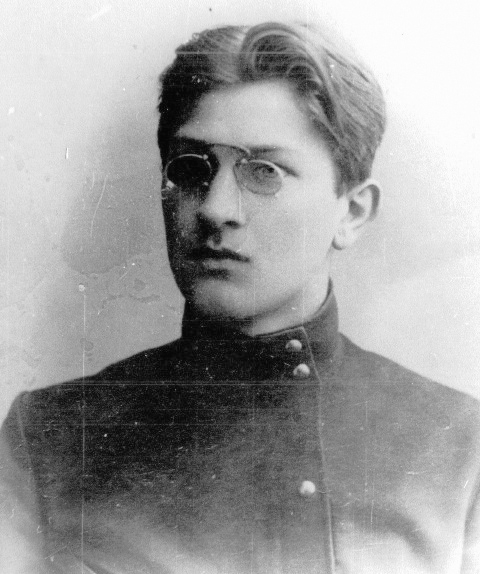
М. В. Винокуров під час навчання в Пензенському реальному училищі, приблизно 1908 р.

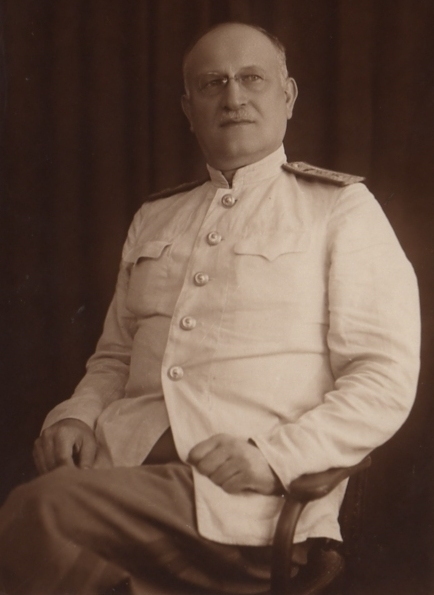
М. В. Винокуров, 1947 р.

Михайло Васильович Винокуров народився 5 листопада (18 листопада) 1890 р. в багатодітній родині міщан в м. Саранську (Республіка Мордовія, колишня Пензенська губернія). Батько — Василь Євлампійович Винокуров (1851 — 07.12.1904), росіянин, працював прикажчиком. Мати — Олександра Степанівна Галицька (14.04.1865 — 06.05.1936), росіянка, домогосподарка.
- 1909 р. — закінчив Пензенське реальне училище.
- 1909—1914 рр. — Навчався на механічному факультеті Донського політехнічного інституту (м. Новочеркаськ), після закінчення якого захистив дипломний проект по конструкції паровоза і отримав диплом I-го ступеня на звання інженера-технолога.[2]
- 1914—1915 рр. — Працював на Владикавказькій залізниці на посаді помічника машиніста і машиніста потягу, повністю відбувши паровозний ценз, а потім інженером технічного відділу Головних Ростовських майстерень.
- 1915—1916 рр. — Помічник начальника механічного цеху Головних Ростовських майстерень.
- 1916 р. — інженер-конструктор з розробки проектів нового обладнання (преси, акумулятори, насоси, верстати, печі) для виготовлення трьох- та шести-дюймових фугасних снарядів.
- 1918 р. — начальник технічного відділу та завідувач вагонними цехами Головних Ростовських майстерень.
- 1920 р. — організував школу ФЗУ при Головних Ростовських майстерень Північно-Кавказької залізниці.
- 1922 р. — заступник начальника Ростовського паровозовагоноремонтного заводу (колишні Головні Ростовські майстерні Владикавказької залізниці).[3]

В результаті проведених Винокуровим М. В. в 1922—1923 рр. організаційно-технічних заходів щодо спеціалізації роботи бригад, впровадження графіків ремонту, — простій паровозів знизився з 56 днів до 22 днів, а простій вагонів при споруді, відновлювальне та капітальному ремонті знизився з 80 до 25 днів. У той же час, витрата робочої сили на відновлювальний ремонт вагона зменшився з 12000 людино-годин до 7000 людино-годин.
Крім роботи на виробництві, в період 1920—1934 рік Винокуров М. В. викладав проектування в Ростовському Політехнікумі шляхів сполучення по курсу паровозів і тяговому господарству, а також, читав лекції з паровозів, вагонів та двигунів внутрішнього згоряння.
- 1926 р. — обраний членом Правління та проректором Донського політехнічного інституту і старшим асистентом по кафедрі «Залізничної справи».
- 1927 р. — працював за сумісництвом головним інженером Ростовського відділення тресту «Тепло і сила».
- 1923—1928 рр. — Винокуров М. В. був членом Міськради в м. Ростові-на-Дону.
- Вересень 1929 — затверджено ГУС-му Наркомпросу доцентом Донського Політехнічного інституту по кафедрі «Залізнична справа».
- Серпень 1929 — призначений заступником директора та проректором з навчальної частини уперше відкритого Ростовського інституту інженерів залізничного транспорту[4], а також завідував кафедрою «Рухомий склад залізниць». За відмінну організацію навчального процесу в Ростовському інституті він був премійований золотим годинником і «Почесною грамотою» ВЦРПС.
- 1932 р. — за розпорядженням Наркома шляхів сполучення організував філію Центрального науково-дослідного теплотехнічного інституту[5], де був директором до 1 вересня 1934.
- Вересень 1934 — перейшов на роботу до Дніпропетровського Транспортного інституту ім. Л. М. Кагановича[6], де завідував кафедрою «Вагони», був заступником директора з навчальної частини і завідувачем науково-дослідним сектором.
- 1936 р. — затверджено ВАК ВКВШ в наукового ступеня кандидата технічних наук.
- 1934—1939 рр. — Винокуров М. В. був членом Міськради в м. Дніпропетровську.
- Березень 1939 — Винокуров М. В. затверджений ВАК ВКВШ професором по кафедрі вагонів[7] і призначений членом науково-технічної ради НКШС.[8]
- 1940 р. — призначений директором Науково-дослідного інституту паровозо-вагонного господарства та енергетики НКШС СРСР.[9][10]
- 1942 р., після об'єднання всіх галузевих науково-дослідних інститутів в один — Всесоюзний науково-дослідний інститут залізничного транспорту (ВНДІЗТ) — призначений начальником відділення «Паровозо-вагонного господарства та енергетики».
- 1943 р. — Винокурову М. В. присвоєно звання генерал-директора тяги II рангу.[11]
- 1944—1955 рр. — Начальник відділення «вагонного господарства» ВНДІЗТ.[12]
- 1945—1955 рр. — Член науково-технічної ради НКШС (НТР НКШС).[13][14]
- 1945—1946 рр. — Призначено головою Міжвідомчої комісії по переробці вагонів метро на широку колію.
- 1946 р. — затверджено ВАКом МВО СРСР у наукового ступеня доктора технічних наук.[15]
- 1946—1947 рр. — Призначено головою Урядової комісії з приймання вагонів Московського трамвая.[16]
- 1946—1955 рр. — Член Технічного Ради Міністерства Транспортного Машинобудування.[17]
- 1946—1955 рр. — Затверджено завідувачем кафедрою «Вагонів і вагоно-ливарного господарства» в МІІТі (Московський електромеханічний інститут інженерів залізничного транспорту).
- 1947—1955 рр. — Винокуров М. В. призначено членом Вченої Ради Академії залізничного транспорту.
- 1948—1955 рр. — Призначено членом методичної комісії ГУУЗ Міністерства шляхів сполучення СРСР і відповідальним редактором усіх підручників, що випускаються Трансжелдоріздатом по вагонних спеціальностях.

Професор М. В. Винокуров помер 25 квітня 1955. Похований на 25 ділянці Введенського кладовища в Москві.

## Нагороди
- Орден Леніна (1953).[18]
- Орден Трудового Червоного Прапора (1945).[19]
- Медаль «За трудову доблесть» (1936).[20]
- Медаль «За доблесну працю у Великій Вітчизняній війні 1941—1945 рр.» (1945).[21]
- Медаль «В пам'ять 800-річчя Москви» (1948).[22]
- Залізничний нагрудний знак «Ударник сталінського призиву» (1936).[23]
- Два нагрудних знака «Почесний залізничник» (1940, 1945).[24][25]
- Нагрудний знак «Відмінний паровозник» (1944).[26][27][28]

## Професійна та наукова діяльність
- Винаходи: преси, верстати, топки.
- Проектні роботи: повітряні компресори, верстати, гідравлічні та пневматичні акумулятори, переробки газогенераторних двигунів на рідке паливо, парові машини, мостові й лінійні крани, заводські печі (мартени, випалювальні), пародутьйові топки, система вентиляції цехів, вагони різних типів, цистерни, спецпотяги (лазні, ремонтні поїзди, водокачки, дезінфектори, бронепоїзди), градирні, котельні установки, теплоелектроцентралі, холодильники, чавунно-ливарні та механічні заводи.

Науково-дослідна, інженерна та педагогічна діяльність професора М. В. Винокурова мають різнобічну спрямованість. Інженерна діяльність М. В. Винокурова з 1915 року в ролі начальника технічного відділу, головного інженера Головних Ростовських залізничних майстерень (згодом реорганізованих у паровозовагоноремонтний завод ім. В. І. Леніна) з ремонту та модернізації паровозів і вагонів, проектування теплотехнічних і силових установок, верстатів, компресорів та іншого заводського обладнання, проектування та монтаж навчальних лабораторій з 1920 року доповнюється педагогічною роботою по курсам паровозів і тяговому господарству в Ростовському Політехнікумі шляхів сполучення (згодом перейменованому у Ростовський державний університет шляхів сполучення) і з 1926 року в Донському політехнічному інституті по кафедрі «Залізничне справа». Розроблені М. В. Винокуровим в цей період теплотехнічні установки та топки паровозів з пристосуваннями для використання рідкого і низькосортного твердого палива знайшли широке поширення на залізничному транспорті. Спроектовані і побудовані під керівництвом М. В. Винокурова котельні установки в п'ятдесяти основних і оборотних депо Закавказької, Середньоазійської, Ташкентської і Оренбурзької залізниць, теплоцентралі заводу «Ростсельмаш», Новоросійської конденсаційної електростанції, на тютюновій фабриці у м. Ростові-на-Дону, на станції Тихорецькій Північно-Кавказької залізниці й інші експлуатуються досі. Також діють дотепер відремонтовані і побудовані під керівництвом М. В. Винокурова лабораторії теплових двигунів, зварювальний, прикладної механіки, чавунно-сталеливарний і механічний завод Ростовського інституту інженерів залізничного транспорту, вагони-лабораторії з випробування гальм і динамометрії.

## Публікації та книги
- Друковані праці: курс паровозів, наукова організація праці, динаміка, коливання і стійкість вагонів, топкове обладнання, виносні топки, конструювання, експлуатація, економіка і ремонт всіляких типів вагонів, підвищення економічності паровозів.

У 1925 році М. В. Винокуров написав «Теоретичний курс паровозів» для студентів залізничних технікумів, який містив у собі багато нового матеріалу з удосконалення системи топки, теорії теплопередачі, динаміки і кінематики паровозів, з'явився у великій частині результатом власних досліджень і розробок М. В. Винокурова.
На думку М. В. Винокурова: «Проблема небезпечних швидкостей, що призводять до сходу з рейок рухомого складу, і динамічного впливу рухомого складу на верхню будову колії є однією з найбільш важких, але актуальних завдань прикладної механіки». У 1936 році їм була захищена кандидатська дисертація, присвячена дослідженню коливань і стійкості вагонів.
У 1939 році М. В. Винокуровим опубліковано капітальну працю «Дослідження коливань і стійкості вагонів» (Праці ДІІТу, випуск XII, 1939, 19 д.а.), який був першим серйозним внеском у цю важливу і складну галузь транспортної механіки.
У цій роботі детально викладені методи аналітичної механіки стосовно досліджень вільних і вимушених коливань вантажних і пасажирських вагонів, розроблені методи визначення динамічної стійкості вагонів при їхньому русі в поїзді, вказано шляхи узгодження параметрів, що підвищують плавність ходу вагонів до вимог необхідної динамічної стійкості. Ця праця М. В. Винокурова є основною базою удосконалення ходових якостей нових вагонів радянського вантажного і пасажирського парку і поклала початок читання курсу лекцій в залізничних ВТУЗах по динаміці вагонів.
У подальшій своїй науково-дослідній діяльності М. В. Винокуров працював над низкою конкретних питань динаміки вагонів і удосконалення топкових пристроїв паровозів. Їм виконано і частково опубліковано велику кількість робіт з вибору ресорного підвішування пасажирських вагонів, впливу тертя в ресорах на спільні коливання кузова вагона, теоретичним підставам вибору характеристик ресорного підвішування для вагонів з несиметричним навантаженням, аналізу причин аварійності деяких видів рухомого складу, і зокрема, чотиривісних вугільних хоперів, з вибіру типів нових вагонів і багато інших. Особливі заслуги М. В. Винокурова у галузі створення теплотехнічних розрахунків пасажирських вагонів створили йому славу великого фахівця в цій галузі.
З питань динаміки вагонів в 1945 р. М. В. Винокуров написав докторську дисертацію «Основні динамічні характеристики вагонів», в якій підведений підсумок дослідженням М. В. Винокурова у цій галузі, відпрацьовані методи динамічного розрахунку вагонів, на підставі яких, а також за даними експериментальних досліджень, оцінені переваги і недоліки вітчизняних вагонів і встановлені шляхи подальшого їх вдосконалення. Результати досліджень, які увійшли до докторську дисертаційну роботу, знайшли гідне визнання наукових працівників залізничного транспорту і широке впровадження в практику наукових досліджень і проектування нових вагонних конструкцій.
В результаті багаторічної плідної науково-дослідної та педагогічної діяльності М. В. Винокурова, навколо нього створився і виріс великий колектив науковців у галузі теоретичних та експериментальних досліджень рухомого складу. По суті М. В. Винокуров стоїть на чолі створеної ним наукової школи радянських вагонників і є вчителем багатьох радянських паровозників. Узагальнення всіх досягнень з досліджень міцності, динаміки і теплотехніки вагонів знайшло своє вираження у випущеній в 1949 р. капітальній праці «Вагони» (Державне Транспортне Залізничне Видавництво, 1949 р., 612 стор), написаному М. В. Винокуровим за участю ряду його учнів. Книга «Вагони» неодноразово перевидавалася і була перекладена на кілька іноземних мов.
Ця праця є не тільки підручником по вагонах для транспортних ВТУЗів, але також і повсякденним керівництвом у практичній діяльності науковців і заводських конструкторів-вагонників. За короткий відрізок часу книга «Вагони» отримала схвальні відгуки фахівців, схвалена колегією Міністерства шляхів сполучення і представлена на здобуття Сталінської премії.
Професор М. В. Винокуров також є автором сьомого тому «Технічного довідника залізничника» в 13 томах — том 7 «Локомотивне та вагонне господарство» М. Залізничне вид. 1953, 568 стор.

## Оцінка професійної та наукової діяльності іншими вченими
Академік Сергій Петрович Сиром'ятников так охарактеризував Михайла Васильовича Винокурова:

«Ми звикли думати, що інженер з такою надзвичайною широтою діапазону діяльності в наш час немислимий, при цьому надзвичайному прогресі науки і техніки, свідками якого ми є протягом останніх десятиліть: цей бурхливий розвиток науки і техніки мимоволі призводить до домінуючого типу інженера „вузької спеціальності“.
Приклад М. В. ВИНОКУРОВА блискуче спростовує цей погляд. Очевидно, що таке блискуче висунення даром не дається. Воно є наслідком, по-перше, високої особистої обдарованості людини, і, по-друге, його прекрасної загальної підготовленості в галузі математики, фізики і технічної культури. Ці якості, що накопичені наполегливою працею всього життя, і притаманні у високому ступені д-ру М. В. Винокурову, інженеру в повному і найкращому значенні цього слова.»